# Stefan Pettersson
Stefan Pettersson (ur. 22 marca 1963 w Västerås) – szwedzki piłkarz grający na pozycji napastnika.

## Kariera klubowa
Pettersson urodził się w mieście Västerås. Tam też rozpoczął karierę piłkarską w klubie IFK Västerås. W 1980 roku zaczął występować w barwach tego zespołu w Division 2 Norra. W IFK Västerås grał do końca 1981 roku, a na początku 1982 został zawodnikiem IFK Norrköping. W jego barwach zadebiutował w pierwszej lidze szwedzkiej. Na koniec sezonu spadł z Norrköping z ligi i przez rok znów występował w drugiej lidze. Rok 1984 rozpoczął w barwach Norrköping w Allsvenskan, ale w jego połowie odszedł do najbardziej utytułowanego klubu w kraju, IFK Göteborg. Już w swoim pierwszym sezonie spędzonym w tym klubie wywalczył mistrzostwo Szwecji, ale dopiero w 1985 roku miał pewne miejsce w wyjściowej jedenastce IFK. W 1987 roku ponownie został mistrzem ligi, a także wystąpił w finale Pucharu UEFA z Dundee United. W pierwszym spotkaniu w Göteborgu Stefan strzelił jedynego gola w 38. minucie, a w rewanżu w Dundee padł remis 1:1 i to Szwedzi zdobyli puchar. W IFK Pettersson grał do lata 1988 roku.
W 1988 roku Pettersson odszedł do holenderskiego Ajaksu Amsterdam, prowadzonego wówczas przez Niemca Kurta Lindera. W ataku Ajaksu Szwed zaczął wraz z Dennisem Bergkampem. Swój pierwszy sukces na holenderskich boiskach osiągnął w sezonie 1989/1990, gdy został z Ajaksem mistrzem Holandii. W sezonie 1991/1992 ponownie wystąpił w finale Pucharu UEFA, tym razem z włoskim AC Torino. W pierwszym meczu w Turynie padł remis 2:2, a Stefan strzelił jedną z bramek. Natomiast w rewanżu żadna z drużyn nie zdobyła gola i Pettersson po raz drugi w karierze sięgnął po europejski puchar. W 1993 roku zdobył Puchar Holandii, a po odejściu Bergkampa rywalizował o miejsce w składzie z Markiem Overmarsem i Jarim Litmanenem. W 1994 roku po raz ostatni został mistrzem Holandii i po sezonie odszedł z Ajaksu, dla którego strzelił 77 goli w 151 meczach.
Latem 1994 Pettersson wrócił do IFK Göteborg. Jeszcze w tym samym roku wywalczył tytuł mistrza Szwecji, a zarówno w 1995, jak i 1996 powtórzył to osiągnięcie. W 1997 roku został wybrany Piłkarzem Roku w Allsvenskan. W 1998 roku rozegrał swój ostatni sezon w karierze. Łącznie dla IFK rozegrał 162 mecze i zdobył w nich 59 bramek.
| Sezon   | Klub           | Kraj     | Rozgrywki        | Mecze | Bramki |
| ------- | -------------- | -------- | ---------------- | ----- | ------ |
| 1980    | IFK Västerås   | Szwecja  | Division 2 Norra | 15    | 1      |
| 1981    | IFK Västerås   | Szwecja  | Division 2 Norra | 16    | 3      |
| 1982    | IFK Norrköping | Szwecja  | Allsvenskan      | 22    | 4      |
| 1983    | IFK Norrköping | Szwecja  | Division 2 Norra | 21    | 18     |
| 1984    | IFK Norrköping | Szwecja  | Allsvenskan      | 3     | 2      |
| 1984    | IFK Göteborg   | Szwecja  | Allsvenskan      | 9     | 0      |
| 1985    | IFK Göteborg   | Szwecja  | Allsvenskan      | 26    | 10     |
| 1986    | IFK Göteborg   | Szwecja  | Allsvenskan      | 13    | 3      |
| 1987    | IFK Göteborg   | Szwecja  | Allsvenskan      | 22    | 11     |
| 1988    | IFK Göteborg   | Szwecja  | Allsvenskan      | 8     | 7      |
| 1988/89 | AFC Ajax       | Holandia | Eredivisie       | 25    | 13     |
| 1989/90 | AFC Ajax       | Holandia | Eredivisie       | 18    | 6      |
| 1990/91 | AFC Ajax       | Holandia | Eredivisie       | 19    | 13     |
| 1991/92 | AFC Ajax       | Holandia | Eredivisie       | 30    | 15     |
| 1992/93 | AFC Ajax       | Holandia | Eredivisie       | 27    | 19     |
| 1993/94 | AFC Ajax       | Holandia | Eredivisie       | 32    | 11     |
| 1994    | IFK Göteborg   | Szwecja  | Allsvenskan      | 14    | 5      |
| 1995    | IFK Göteborg   | Szwecja  | Allsvenskan      | 20    | 4      |
| 1996    | IFK Göteborg   | Szwecja  | Allsvenskan      | 13    | 6      |
| 1997    | IFK Göteborg   | Szwecja  | Allsvenskan      | 25    | 10     |
| 1998    | IFK Göteborg   | Szwecja  | Allsvenskan      | 12    | 3      |

## Kariera reprezentacyjna
W reprezentacji Szwecji Pettersson zadebiutował w 1983 roku. W 1990 roku został powołany przez selekcjonera Olego Nordina do kadry na Mistrzostwa Świata we Włoszech. Tam Stefan wystąpił we wszystkich trzech przegranych po 1:2 meczach: z Brazylią, ze Szkocją i z Kostaryką. W 1993 roku po raz ostatni wystąpił w reprezentacji. Łącznie rozegrał w niej 31 meczów i strzelił 4 gole.